# Baja Verapaz
Baja Verapaz – jeden z 22 departamentów Gwatemali, położony w centrum kraju. Stolicą departamentu jest miasto Salamá. W skład departamentu wchodzi 8 gmin (municipios). Departament graniczy na północy z departamentem Alta Verapaz, na wschodzie z El Quiché, na południu z Gwatemala oraz na zachodzie z El Progreso.
Najważniejszymi miastami w departamencie oprócz stołecznego są Rabinal, Cubulco i Purulhá. Departament ma charakter górzysty o średnim wyniesieniu 940 m n.p.m. i łagodnym klimacie. 

## Podział departamentu
W skład departamentu wchodzi 8 gmin (municipios).
1. Cubulco
2. Santa Cruz el Chol
3. Granados
4. Purulhá
5. Rabinal
6. Salamá
7. San Miguel Chicaj
8. San Jerónimo